# Asperthorax
Genre
Asperthorax est un genre d'araignées aranéomorphes de la famille des Linyphiidae.

## Distribution
Les espèces de ce genre se rencontrent en Chine, au Japon et en Russie voisine.

## Liste des espèces
Selon World Spider Catalog (version 16.5, 29/07/2015) :
- Asperthorax borealis Ono & Saito, 2001
- Asperthorax communis Oi, 1960
- Asperthorax granularis Gao & Zhu, 1989

## Publication originale
- Oi, 1960 : Linyphiid spiders of Japan. Journal of Institute of Polytechnics, Osaka City University, vol. 11D, p. 137-244.